# بطولة العالم للشطرنج 1981
بطولة العالم للشطرنج 1981 (بالإيطالية: Campionato del mondo di scacchi 1981)‏ هو موسم من بطولة العالم للشطرنج. أقيم خلال الفترة 1 أكتوبر 1981 وحتى 10 نوفمبر 1981، وفاز فيه أناطولي كاربوف.